# Баррето, Рамон
Рамон Иваноэс Баррето Руис (исп. Ramón Ivanoes Barreto Ruiz; 14 сентября 1937, Серро-Ларго — 3 апреля 2015, Монтевидео) — уругвайский футбольный судья и спортивный функционер. Участник летних Олимпийских игр 1976 года, чемпионатов мира 1970, 1974 и 1978 годов.

## Биография
Рамон Баррето родился 14 сентября 1937 года в уругвайском департаменте Серро-Ларго.
Первоначально был боксёром-любителем, в 1957—1961 годах выступал в средней весовой категории.
В 1962 году окончил курсы футбольных судей. В 1966 году получил первую категорию и впервые работал на матче высшего эшелона чемпионата Уругвая. Баррето был судьёй, который чаще других судил матчи уругвайского класико между «Насьоналем» и «Пеньяролем», причём его назначение одобряли сами клубы. По некоторым данным, в 1970 году в одном из матчей между этими соперниками, сделав много предупреждений, Баррето через полчаса игры демонстративно разорвал жёлтую карточку, показав таким образом футболистам, что теперь будет показывать только красную.
Помимо уругвайского чемпионата, судил матчи в Бразилии по приглашению местной футбольной конфедерации. В основном был главным судьёй, однако периодически исполнял обязанности помощника.
В 1969 году стал арбитром ФИФА.
В 1970 году работал на чемпионате мира в Мексике. Был главным судьёй матча группового этапа Бразилия — Чехословакия (4:1), став самым молодым арбитром на турнире. Кроме того, работал помощником главного судьи в матче группового этапа Бразилия — Румыния (3:2).
В 1974 году работал на чемпионате мира в ФРГ. Был главным судьёй резонансного с политической точки зрения матча первого группового этапа ГДР — ФРГ (1:0) и матча второго группового этапа Швеция — Польша (0:1). Работал ассистентом главного арбитра в поединке первого группового этапа Югославия — Заир (9:0) и поединке второго группового этапа Швеция — Югославия (2:1). В финале Нидерланды — ФРГ (1:2) был помощником главного арбитра Джека Тейлора из Англии.
В том же году был главным судьёй проходившего в Сантьяго финала Кубка Либертадорес между аргентинским «Индепендьенте» и бразильским «Сан-Паулу» (1:0).
В 1975 году был главным арбитром дополнительного третьего матча финала Кубка Америки, в котором сборная Перу в Каракасе победила Колумбию (1:0).
В том же году снова стал главным судьёй второго финального матча Кубка Либертадорес, в котором аргентинский «Индепендьенте» в Авельянеде выиграл у чилийского «Униона Эспаньолы» (3:1).
В 1976 году работал на матчах футбольного турнира летних Олимпийских игр в Монреале. Был главным судьёй матча группового этапа Франция — Израиль (1:1) и финального поединка ГДР — Польша (3:1).
В 1978 году работал на чемпионате мира в Аргентине. Был главным арбитром матча первого группового этапа Италия — Венгрия (3:1) и матча второго группового этапа ФРГ — Нидерланды (2:2), ассистентом главного судьи матча первого группового этапа Австрия — Испания (2:1). В финале Аргентина — Нидерланды (3:1 доп. вр.) был помощником главного арбитра Серджо Гонеллы из Италии. Баррето стал единственным уругвайским судьёй, который работал на трёх чемпионатах мира, и единственным в мире, кто работал на двух финалах чемпионата мира подряд.
В 1979 году был главным судьёй второго финального матча Кубка Америки, в котором сборная Чили в Асунсьоне победила Парагвай (1:0).
В 1981 году был главным арбитром второго финального матча Кубка Либертадорес, в котором чилийский «Кобрелоа» в Сантьяго выиграл у бразильского «Фламенго» (1:0).
В 1985 году (по другим данным, в 1987 году) завершил судейскую карьеру. В 1996—1999 годах был президентом футбольного клуба «Рампла Хуниорс», входил в судейскую коллегию Футбольной ассоциации Уругвая. Возглавлял Федерацию велоспорта Уругвая и Федерацию волейбола Уругвая.
Был наставником известного уругвайского судьи Хорхе Ларрионды.
В 1989 году получил специальную премию ФИФА.
Умер 3 апреля 2015 года в уругвайском городе Монтевидео из-за осложнений, вызванных травмой колена и сахарным диабетом. Похоронен на кладбище Бусео в Монтевидео. В память о Баррето в Уругвае перед началом футбольных матчей в субботу и воскресенье устроили минуту молчания.